# Lower Shuckburgh
Lower Shuckburgh – wieś w Anglii, w hrabstwie Warwickshire, w dystrykcie Stratford-on-Avon. Leży 21 km na wschód od miasta Warwick i 116 km na północny zachód od Londynu. W 2001 miejscowość liczyła 82 mieszkańców.